# کومسومولسکی (شهرستان بلگورودسکی، استان بلگورود)
کومسومولسکی (انگلیسی: Komsomolsky, Belgorodsky District, Belgorod Oblast) یک شهرک در بخش بلگورودسکی استان بلگورود کشور روسیه است.